# Herrerías
Herrerías è un comune spagnolo di 685 abitanti situato nella comunità autonoma della Cantabria.